# Alatau (metropolitana di Almaty)
Alatau (in kazako Алатау?) è una stazione della Linea 1, della Metropolitana di Almaty. È stata inaugurata il 1º dicembre 2011